# Luigi I di Savoia-Vaud
Luigi I di Savoia-Vaud, detto anche Ludovico I (1250 circa – 1302 o 1303), fu un nobiluomo savoiardo, che a nome dei parenti fu per diversi anni governatore del paese del Vaud, finché divenne ufficialmente e formalmente nel 1285-86 il primo barone di Vaud in seguito alla spartizione dei domini sabaudi con suo fratello Amedeo V di Savoia. Fu il capostipite del ramo cadetto dei Savoia-Vaud.

## Origine
Luigi, secondo Samuel Guichenon, era il figlio maschio terzogenito di Tommaso II, signore del Piemonte, conte di Savoia, di Aosta e di Moriana, Conte di Fiandra e di Hainaut e della sua seconda moglie, Beatrice Fieschi, che era la terza figlia femmina di Teodoro Fieschi, conte di Lavagna, e della di lui consorte Simona de Volta di Capo Corso.
Tommaso II di Savoia, secondo lo storico francese Samuel Guichenon, nel suo Histoire généalogique de la royale maison de Savoie, era il figlio maschio terzogenito di Tommaso I, conte di Savoia, d'Aosta e di Moriana, e della moglie, Margherita o forse Beatrice, che secondo la Chronica Albrici Monachi Trium Fontium era figlia del Conte di Ginevra, Guglielmo I e della signora di Faucigny, Beatrice.

## Biografia
Secondo le Europäische Stammtafeln, vol II, 190 (non consultate), Luigi sarebbe nato nel 1250, ma ciò contrasta con il fatto che i suoi genitori, secondo Samuel Guichenon, si erano sposati nel 1251 e Luigi era il terzogenito.
Suo padre Tommaso, conte di Savoia assieme al nipote Bonifacio, morì nel 1259; secondo Matteo di Parigi, Tommaso fu avvelenato (dicitur potionatus). Fu sepolto nel presbiterio della cattedrale di Aosta. Nei titoli di conte di Moriana e signore del Piemonte gli succedette il fratello di Luigi, il figlio primogenito, Tommaso.
Suo cugino, il conte di Savoia Bonifacio, rimasto solo a governare la contea si riavvicinò al partito ghibellino, al cognato Manfredi, reggente del regno di Sicilia.
Al momento della morte del padre Luigi e i due fratelli maggiori erano tenuti in prigione nel comune di Asti; intervenne allora il fratello di sua madre, Beatrice, il cardinale Ottobono Fieschi, futuro papa Adriano V, che con truppe genovesi e altri guelfi ottenne la liberazione dei tre bambini.
Nel 1263 il conte di Savoia, suo cugino Bonifacio, fu attaccato alle porte di Torino dalle truppe del comune di Asti, che lo sconfissero e lo fecero prigioniero e dove morì per le ferite riportate.
Bonifacio, non essendo ancora sposato, non aveva eredi, e la successione sarebbe spettata ai figli maschi del duca Tommaso II, per l'esattezza a Tommaso; anche le sorelle di Bonifacio avanzarono pretese, ma alla fine il fratello di Tommaso II, il conte di Richmond e di Romont, Pietro, riuscì a farsi riconoscere conte di Savoia.
L'anno dopo, nel 1264, sua zia Beatrice, contessa consorte di Provenza e di Forcalquier, citò Luigi e i fratelli Tommaso e Amedeo (Thomam Amedeum et Ludovicum filios quondam Dom. Thome fratris mei) e la sorella Eleonora (Alienore filie predicti comitis Thome) nel suo testamento come destinatari di un lascito.
Nel 1268 suo zio, il conte di Savoia Pietro II, fece un ultimo testamento dove chiedeva di essere sepolto ad Altacomba e designava suo successore nella contea il fratello Filippo e inoltre specificava i diversi lasciti per tutti gli altri parenti, come da documento n° 749 del Peter der Zweite, Graf von Savoyen, Markgraf in Italien, aggiungendo anche un codicillo, riportato nelle Mémoires et documents publiés par la Société d'histoire et d'archéologie de Genève - tome 7, ove specificava che i suoi eredi erano il fratello Filippo e la figlia Beatrice.
Suo zio Pietro II, il Piccolo Carlo Magno, si spense a Pierre-Châtel il 16 maggio 1268, senza eredi maschi e perciò lo stato sabaudo venne ereditato dal fratello Filippo I di Savoia, mentre Pietro venne tumulato nell'abbazia di Altacomba, in Savoia.
Ancora giovane nel 1270, egli accompagnò in Gran Bretagna i suoi fratelli Tommaso e Amedeo presso il re Enrico III d'Inghilterra (la regina d'Inghilterra era la loro cugina Eleonora di Provenza, figlia della sorella del loro padre, Beatrice), nella speranza di riottenere i feudi inglesi un tempo appartenuti al loro zio Pietro II. Però nel frattempo i feudi erano già stati riaffidati al principe Edoardo I d'Inghilterra, assente per le crociate (ottava e nona); perciò, in attesa di un accomodamento, il re in cambio garantì ai fratelli savoiardi una pensione annua di cento marchi, almeno fino al ritorno di Edoardo.
Luigi, inizialmente destinato alla carriera ecclesiastica, preferì invece quella delle armi, decidendo di partecipare anche all'ottava crociata. Mentre il giovane Luigi si trovava a Parigi, presso la corte del re Filippo III di Francia, venne coinvolto in una disputa degli Angioini contro l'arcivescovo di Lione e vescovo di Die e Valence. In questa occasione Luigi venne indotto a contrarre la promessa di matrimonio con Giovanna di Montfort, matrimonio che venne celebrato nel 1283, quando Giovanna era ancora una bambina. La sua dote erano terre a cui i Savoia ambivano nei pressi dei loro domini nella valle del Rodano.
Nel 1282 Luigi si trovava di nuovo al servizio della sua famiglia, capeggiata dallo zio Filippo I di Savoia contro il conte di Ginevra, Amedeo II. In questa occasione Luigi occupò la fortezza de La Buissière, nel Delfinato, mentre suo fratello invadeva la regione di Grenoble. Filippo in precedenza, ansioso di prendere il controllo del Vaud, spedì Luigi a Moudon, per ricevere l'omaggio della nobiltà locale. Luigi sembrava non sentirsi apprezzato per i suoi servizi da parte di suo zio e dei suoi fratelli, perciò richiese una mediazione alla Regina di Francia, Margherita di Provenza, a cui era imparentato, ma senza sortire effetto. Sempre nel 1283 l'imperatore Rodolfo I cercava di estendere i propri domini elvetici, entrando così in conflitto con i Savoia. Luigi fu uno dei capi savoiardi che tentò vanamente di respingerlo. Perciò il trattato di pace costrinse i Savoia a cedere alcune terre come Payerne e Gümmenen e a rinunciare al loro protettorato su Morat, Berna e le terre di sua zia, Margherita, erede e vedova di Hartmann I di Kyburg. Queste perdite ridussero per un certo tempo la sfera d'influenza dei Savoia nella zona.
Sempre a partire dal 1282 era comincia una crisi dinastica in casa Savoia, in seguito alla morte del fratello maggiore di Luigi, il signore del Piemonte Tommaso, successore designato del conte di Savoia, Filippo I, che non aveva figli ed era già avanti con gli anni.
L'anno successivo morì la madre, Beatrice Fieschi; lo storico savoiardo François Mugnier, nel suo Les Savoyards en Angleterre au XIIIe siècle et Pierre d'Aigueblanche, évêque d'Héreford riporta che Beatrice (la Dame de Bourget) morì tra l'8 e il 9 luglio e fu inumata ad Altacomba).
Secondo la tradizione al fratello maggiore Amedeo V di Savoia fu riconosciuto il diritto di ereditare la contea da Filippo I, mentre a Luigi, il minore, venne promesso un appannaggio. Mentre il loro zio era morente Luigi non si accontentò di ricevere un porzione minima dei domini sabaudi e cominciò la lotta con suo fratello Amedeo per ottenere di più. Nel maggio del 1284 Luigi ottenne dall'imperatore Rodolfo I il diritto di conio nei Paesi del Vaud, un implicito riconoscimento dei suoi diritti sulla zona, mentre la mediazione dei loro cugini, i sovrani d'Inghilterra, non riuscì a comporre i dissidi fra Luigi e Amedeo.
Filippo I, benemerito della Chiesa cattolica, si spense il 15 o il 16 agosto 1285 nel castello di Rossillon nel Bugey, tra Lione e Ginevra; Il necrologio delle Maurienne Chartes, Obituaire du Chapitre de Saint-Jean-de-Maurienne riporta la morte di Filippo (dni Philippi quondam comitis Sabaudie) il 16 agosto (XVI Kal Sep.); gli succedette il nipote, Amedeo V e i dissidi tra Luigi e Amedeo V continuarono, finché nel gennaio 1286, i due fratelli giunsero ad un accordo: in cambio dell'omaggio feudale, Luigi riceveva dal fratello l'intero Vaud, con il titolo di Barone, il paese di Bugey e una pensione annua di 400 lire; lo storico francese Victor Flour de Saint-Genis, nel suo Histoire de Savoie, riporta che l'arbitrato fu concluso a Lione e regolò la spartizione delle eredità dei loro genitori e degli zii, Pietro II e Filippo I.
Luigi fece pace con la città di Friburgo.
Luigi morì durante una spedizione militare nel regno di Napoli, alla corte del re Carlo II d'Angiò; secondo il Necrology of the Cathedral of Lausanne (non consultato), Luigi morì il 9 gennaio 1303, comunque prima del 27 aprile, data del contratto di matrimonio della figlia, Bianca, in cui viene citato come defunto.
Luigi fece un testamento che si trova nei documenti degli Archivi di Stato:
CODICILLO di Lodovico di Savoja Sig.e di Vaud fatto in Napoli, in cui conferma il Testamento per esso fatto; ed ordina seppellirsi nella Chiesa di S. Pietro dell'Ara di Napoli, sintanto che da suoi Eredi sii fatto trasportare nell'Abbazia d'Alta Comba Instituisce suo Erede singolare Ludovico di Lui figlio primogenito, a condizione, che adempisca ciò che è prescritto nel sud.to Testamento, e presente Codicillo sotto pena della privazione di sua eredità, in qual caso gli sostituisce Pietro altro suo figlio Giuniore, e di Lui fratello uterino, sotto le medesime condizioni; Ed in caso d'inadempimento come sovra, sostituisce il Conte Amedeo di Savoja, Fratello di esso Codicillante colle stesse condizioni. E questo non adempiendo sostituisce il Re di Francia di Lui Cugino, sotto le medesime condizioni. Più Lega a Bianca, e Cattarina sue figlie L. 4./m. di Losana cad.a, da pagarsi cioè L. 4./m. dal suo Erede universale, e le altre 4./m. dalla di Lui Consorte Isabella nel modo ivi specificato (...). Gli succedette il figlio, Luigi, come da sua volontà testamentaria.

## Matrimoni e discendenti
Secondo le Europäische Stammtafeln, vol I. cap. 2, 205 (non consultate), Luigi, tra il 1270 e il 1275 aveva sposato Adelina di Lorena (ca. 1251 - ca. 1277), figlia ultimogenita del Duca di Lorena, Mattia II e della moglie, Caterina di Limburgo († 1255), che secondo la Chronica Albrici Monachi Trium Fontium, era figlia del Duca di Limburgo e Conte di Arlon, Valerano III, e della contessa di Lussemburgo, Ermesinda. Il matrimonio di Mattia con Caterina viene confermato dal documento n° CLXXXV del Codex diplomatiche Valkenburgensis.
Luigi da Adelina ebbe una figlia:
- Laura (ca. 1275 - 1334), che sposò Giovanni conte di Forez

Luigi, rimasto vedovo, nel 1278 si sposò in seconde nozze con Giovanna di Montfort (ca. 1260 - 1300), figlia di Filippo di Montfort Signore di Castres e di la Ferté-Alais e della moglie Giovanna di Levis, come risulta dal documento n° 5295 del Recueil des chartes de l'abbaye de Cluny. Tome 6; anche Giovanna era al suo secondo matrimonio, era vedova di Guido conte di Forez, a cui aveva dato tre figli; dal testamento di Giovanna, datato 1293, si apprende che è moglie di Luigi e vedova del conte di Forez, inoltre nei codicilli aggiuntivi fa riferimento ai propri figli sia di primo che di secondo letto.
Luigi da Giovanna ebbe undici figli:
- Isabella († 1290 circa)
- Margherita († 1323 circa), citata nel testamento della madre[32], che ebbe due mariti, Giovanni signore di Vigory e Simone conte di Saarbrücken
- Giovanna († dopo il 1360), citata nel testamento della madre[32], che sposò Guglielmo di Joinville
- Luigi (1290 - 1349), erede di Luigi[27]
- Pietro († 21 marzo 1312), citato dal padre nel testamento[27]
- Beatrice († dopo il 1356), citata nel testamento della madre[32], che sposò Goffredo signore di Clermont
- Eleonora († 24 marzo 1334), citata nel testamento della madre[32], che sposò Rodolfo, conte di Neufchâtel
- Caterina († 1305), citata dal padre, nel testamento[27]
- Bianca († dopo aprile 1323), citata dal padre nel testamento[27], che sposò Pietro signore di Belmont
- Guglielmo (nato dopo il 1293), in quanto non citato nel testamento della madre
- Isabella (nata dopo il 1293), in quanto non citata nel testamento della madre

Luigi, rimasto vedovo per la seconda volta, si sposò in terze nozze con Isabella d'Aulnay († 1341), anche lei al suo terzo matrimonio; Isabella è citata dal marito nel testamento.
Luigi da Isabella non ebbe figli.

## Ascendenza
|                                |                        |                               | Genitori            |  |  | Nonni |  |  | Bisnonni              |  |  | Trisnonni            |  |
|                                |                        |                               |                     |  |  |       |  |  | Umberto III di Savoia |  |  | Amedeo III di Savoia |  |
|                                |                        |                               |                     |  |  |       |  |  | Umberto III di Savoia |  |  | Amedeo III di Savoia |  |
|                                |                        | Matilde di Albon              |                     |  |  |       |  |  | Umberto III di Savoia |  |  |                      |  |
| Tommaso I di Savoia            |                        |                               |                     |  |  |       |  |  | Umberto III di Savoia |  |  |                      |  |
|                                |                        | Beatrice di Mâcon             | Gerardo I di Mâcon  |  |  |       |  |  |                       |  |  |                      |  |
|                                |                        | Beatrice di Mâcon             | Gerardo I di Mâcon  |  |  |       |  |  |                       |  |  |                      |  |
|                                |                        | Beatrice di Mâcon             | Maurette di Salins  |  |  |       |  |  |                       |  |  |                      |  |
| Tommaso II di Savoia           |                        | Beatrice di Mâcon             |                     |  |  |       |  |  |                       |  |  |                      |  |
|                                |                        | Guglielmo I di Ginevra        | Amedeo I di Ginevra |  |  |       |  |  |                       |  |  |                      |  |
|                                |                        | Guglielmo I di Ginevra        | Amedeo I di Ginevra |  |  |       |  |  |                       |  |  |                      |  |
|                                |                        | Guglielmo I di Ginevra        | Matilde di Cuiseaux |  |  |       |  |  |                       |  |  |                      |  |
| Margherita di Ginevra          |                        | Guglielmo I di Ginevra        |                     |  |  |       |  |  |                       |  |  |                      |  |
|                                |                        | Beatrice di Faucigny          | Guy II de Valpergue |  |  |       |  |  |                       |  |  |                      |  |
|                                |                        | Beatrice di Faucigny          | Guy II de Valpergue |  |  |       |  |  |                       |  |  |                      |  |
|                                |                        | Beatrice di Faucigny          | Beatrice Visconti   |  |  |       |  |  |                       |  |  |                      |  |
| Luigi I di Savoia-Vaud         |                        | Beatrice di Faucigny          |                     |  |  |       |  |  |                       |  |  |                      |  |
|                                | Ugo Fieschi di Lavagna | Teodoro II Fieschi di Lavagna |                     |  |  |       |  |  |                       |  |  |                      |  |
|                                | Ugo Fieschi di Lavagna | Teodoro II Fieschi di Lavagna |                     |  |  |       |  |  |                       |  |  |                      |  |
|                                | Ugo Fieschi di Lavagna | …                             |                     |  |  |       |  |  |                       |  |  |                      |  |
| Teodoro III Fieschi di Lavagna | Ugo Fieschi di Lavagna |                               |                     |  |  |       |  |  |                       |  |  |                      |  |
|                                |                        | Brumisan di Grillo            | Amico di Grillo     |  |  |       |  |  |                       |  |  |                      |  |
|                                |                        | Brumisan di Grillo            | Amico di Grillo     |  |  |       |  |  |                       |  |  |                      |  |
|                                |                        | Brumisan di Grillo            | …                   |  |  |       |  |  |                       |  |  |                      |  |
| Beatrice Fieschi               |                        | Brumisan di Grillo            |                     |  |  |       |  |  |                       |  |  |                      |  |
|                                |                        | Raimondo della Volta          | …                   |  |  |       |  |  |                       |  |  |                      |  |
|                                |                        | Raimondo della Volta          | …                   |  |  |       |  |  |                       |  |  |                      |  |
|                                |                        | Raimondo della Volta          | …                   |  |  |       |  |  |                       |  |  |                      |  |
| Simona della Volta             |                        | Raimondo della Volta          |                     |  |  |       |  |  |                       |  |  |                      |  |
|                                |                        | …                             | …                   |  |  |       |  |  |                       |  |  |                      |  |
|                                |                        | …                             | …                   |  |  |       |  |  |                       |  |  |                      |  |
|                                |                        | …                             | …                   |  |  |       |  |  |                       |  |  |                      |  |
|                                |                        | …                             |                     |  |  |       |  |  |                       |  |  |                      |  |

### Fonti primarie
- (LA)  Recueil des chartes de l'abbaye de Cluny. Tome 6.
- (LA)  Matthæi Parisiensis, Monachi Sancti Albani, Chronica Majorar, vol. V.
- (LA)  Monumenta Germaniae Historica, Scriptores, tomus XXIII.
- (LA)  Histoire du Limbourg, vol VI: Codex diplomaticus Valkenburgensis.
- (LA)  Chartes du diocèse de Maurienne
- (LA)  Regesta comitum Sabaudiae
- (LA)  Peter der Zweite, Graf von Savoyen, Markgraf in Italien

### Letteratura storiografica
- (FR)  Histoire de Savoie, d'après les documents originaux,... par Victor ... Flour de Saint-Genis. Tome 1
- (FR)  Histoire généalogique de la royale maison de Savoie, justifiée par titres, ..par Guichenon, Samuel
- (FR)  Histoire de la Maison de Savoie
- (FR)  Mémoires et documents publiés par la Société savoisienne, tome XXIX
- (FR)  Histoire des ducs de Bourgogne et des comtes de Forez
- Museo scientifico, letterario e artistico: Beatrice Fieschi, pagg. 53 e 54
- Sezione Corte -> Testamenti de' sovrani, e principi della Real Casa di Savoia in Materie politiche per rapporto all'interno (Inventario n. 104) -> Testamenti -> Mazzo 1.4 Archiviato il 18 ottobre 2021 in Internet Archive.